# Daan Kenis
Daan Kenis (28 augustus 1994) is een Belgisch turner. 

## Levensloop
Kenis studeerde revalidatiewetenschappen aan de UGent.
In 2017 behaalde hij een 16e plek in de allroundfinale van het Europees kampioenschap in het Roemeense Cluj-Napoca.

## Palmares

### 2013
- 40e WK allround 77,697 punten
- 14e EK allround 83,265 punten

### 2012
- BK voor junioren allround 82,600 punten
- 11e EK voor junioren allround 80,265 punten
- EK voor junioren vloer 14,200 punten
- 8e EK voor junioren sprong 14,500 punten
- 7e EK voor junioren brug 13,533 punten

### 2011
- 14e EK voor junioren allround 78,950 punten